# Michelia
- Commons
- Wikispecies

Michelia L. é um género botânico pertencente à família Magnoliaceae.

## Sinonímia
- Magnolia L.

## Espécies
| - Michelia alba DC. - Michelia balansae (DC.) Dandy - Michelia banghamii Noot. - Michelia baviensis Finet & Gagnepain - Michelia cathcartii Hook. f. & Thomson - Michelia celebica Koord. - Michelia champaca L. - Michelia chapensis Dandy - Michelia compressa - Michelia doltsopa - Michelia excelsa Bl. ex Wall - Michelia figo (Lour.) K. Spreng - Michelia floribunda Finet & Gagnep. - Michelia fogii | - Michelia kisopa Buch.-Ham. ex DC. - Michelia lanceolata E. H. Wilson - Michelia longifolia Blume - Michelia macclurei - Michelia maudii - Michelia montana Blume - Michelia nilagerica Zenker - Michelia rajaniana Craib - Michelia subulifera Dandy - Michelia tsiampaca L. - Michelia tsoi Dandy - Michelia velutina DC. - Michelia yunnanensis Franch. ex Finet & Gagnep. |

- Lista completa

## Classificação do gênero
| Sistema | Classificação                      | Referência               |
| ------- | ---------------------------------- | ------------------------ |
| Linné   | Classe Polyandria, ordem Polygynia | Species plantarum (1753) |